# Polygala lhunzeensis
Polygala lhunzeensis là một loài thực vật có hoa trong họ Polygalaceae. Loài này được C.Y. Wu & S.K. Chen miêu tả khoa học đầu tiên năm 1980.